# О’Фалон (Илиноис)
О’Фалон (енгл. O’Fallon) град је у америчкој савезној држави Илиноис. По попису становништва из 2010. у њему је живело 28.281 становника.

## Демографија
Према попису становништва из 2010. у граду је живело 28.281 становника, што је 6.371 (29,1%) становника више него 2000. године.
| Група             | 2000.          | 2010.          |
| Белци             | 17.831 (81,4%) | 21.279 (75,2%) |
| Афроамериканци    | 2.627 (12,0%)  | 4.404 (15,6%)  |
| Азијати           | 542 (2,5%)     | 785 (2,8%)     |
| Хиспаноамериканци | 488 (2,2%)     | 982 (3,5%)     |
| Укупно            | 21.910         | 28.281         |